# Xyloplax medusiformis
Xyloplax medusiformis – jeden z 3 znanych gatunków kołonic, gatunek typowy rodzaju Xyloplax opisany na podstawie osobników znalezionych 1057–1208 m od wybrzeży Nowej Zelandii. Wyróżnia się całkowitym brakiem przewodu pokarmowego – posiada jedynie błoniastą membranę, poprzez którą pobiera pożywienie – związki organiczne pochodzące z rozkładających się bakterii.